# The Vault

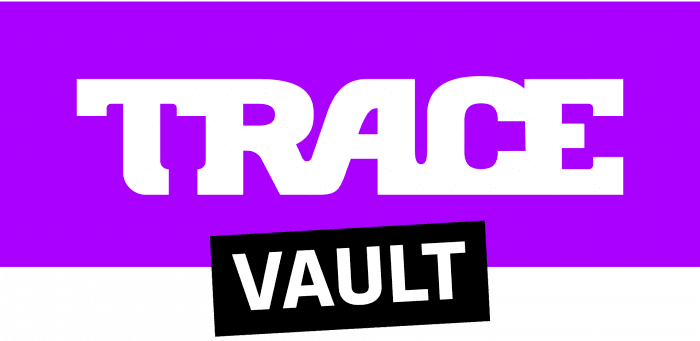
Trace Vault.

The Vault es un canal de televisión free to air musical británico, operado por Chart Show Channels. Generalmente ponen canciones que tienen entre 1 y 5 años de antigüedad, aunque las décadas dominantes son los noventa y los ochenta. Parte de la identidad de esta cadena consiste en formular preguntas de tipo Trivial en las cortinillas de publicidad. Es también, algo típico de este canal por las noches, la emisión de programas "Best of..." de años anteriores, como por ejemplo "Best of... 1997". Otro programa es "Number Ones", en el que se reproducen canciones que han sido números 1 en las listas británicas.
Desde diciembre de 2006, The Vault ha estado repitiendo ediciones de The Chart Show los sábados a las 11:00, cuya redifusión se produce los jueves a las 17:00.
Se puede encontrar The Vault en el canal 356 de Sky UK. También está disponible en Freesat from Sky, o en los sistemas de satélite no comerciales FTA.